# NGC 274
NGC 274 è una galassia lenticolare situata nella costellazione della Balena a una distanza di 68,5 milioni di anni luce dal sistema solare.

## Descrizione
La galassia presenta una larga riga a 21 cm dell'idrogeno neutro.
Assieme a NGC 275 forma una coppia di galassie che è stata registrata con la designazione Arp 140 nell'Atlas of Peculiar Galaxies dell'astronomo americano Halton Arp, che le ha utilizzate come esempio di materiale emanato da una galassia ellittica.

## Scoperta
NGC 274 è stata scoperta il 10 settembre 1785 dall'astronomo britannico di origine tedesca William Herschel.

## Gruppo di NGC 337
NGC 274 fa parte del gruppo di NGC 337, che comprende almeno altre tre galassie:  NGC 275, NGC 298 e NGC 337.